# Kabinett Renzi
Das Kabinett Renzi regierte Italien vom 22. Februar 2014 bis zum 12. Dezember 2016. Die größten beteiligten Parteien waren, wie bereits zuvor im Kabinett Letta, der sozialdemokratische Partito Democratico (PD), die Bürgerliste Scelta Civica (SC) und die Mitte-rechts-Partei Nuovo Centrodestra (NCD).
Das Kabinett unter Ministerpräsident Matteo Renzi bildete die zweite Regierung in der seit März 2013 laufenden 17. Legislaturperiode der Republik. Enrico Letta trat mit seinem Kabinett am 14. Februar 2014 zurück, nachdem sich bei einer internen Abstimmung des Partito Democratico der Parteivorsitzende Matteo Renzi mit der Forderung nach einer neuen, von ihm angeführten Regierung durchsetzen konnte. Zu den Prioritäten der Regierung Renzi gehörten eine grundlegende Reform des italienischen Senats und ein neues Wahlgesetz.
Matteo Renzi wurde am 17. Februar 2014 von Staatspräsident Giorgio Napolitano mit der Regierungsbildung beauftragt. Die Ministerliste wurde am 21. Februar veröffentlicht, die Vereidigung des Ministerpräsidenten und der Minister erfolgte am 22. Februar im Quirinalspalast. Am 25. Februar erhielt die neue Regierung das Vertrauen des Parlaments. Nachdem das Verfassungsreformvorhaben der Regierung im Verfassungsreferendum in Italien 2016 gescheitert war, trat Matteo Renzi am 7. Dezember 2016 zurück. Staatspräsident Sergio Mattarella beauftragte das Kabinett Renzi mit der Fortführung der laufenden Amtsgeschäfte. Am 12. Dezember 2016 wurde das Kabinett Gentiloni vereidigt.

## Minister und Staatssekretäre

### Regierungschef
| Amt oder Ressort           | Bild | Name         | Partei | Partei |
| -------------------------- | ---- | ------------ | ------ | ------ |
| Präsident des Ministerrats |      | Matteo Renzi |        | (PD)   |

### Kabinettschef
| Amt oder Ressort          | Bild                                    | Name                                 | Partei | Partei |
| ------------------------- | --------------------------------------- | ------------------------------------ | ------ | ------ |
| Sekretär des Ministerrats |                                         | Graziano Delrio bis 31. Oktober 2014 |        | (PD)   |
| Sekretär des Ministerrats | Claudio De Vincenti ab 31. Oktober 2014 |                                      |        | (PD)   |

### Minister

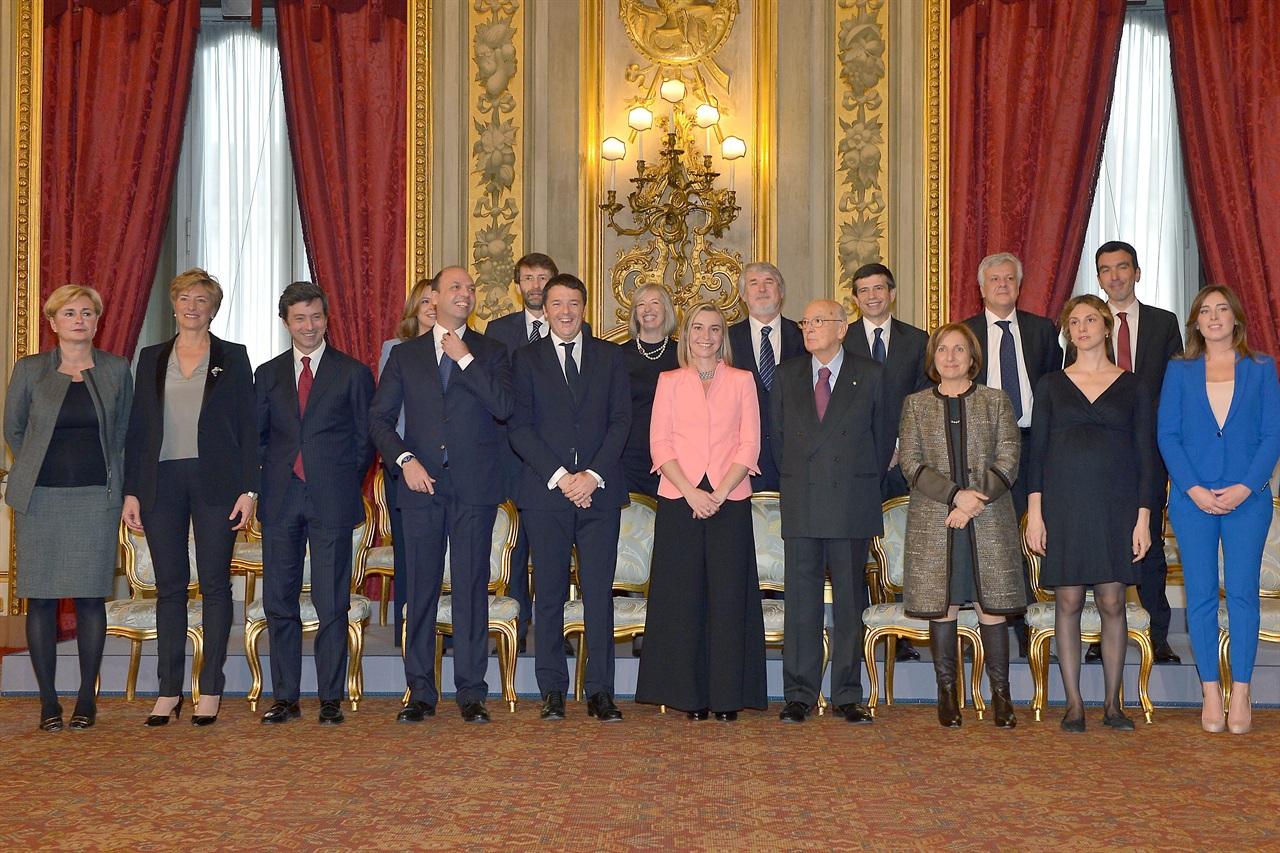
Das Kabinett Renzi nach seiner Vereidigung

mit Geschäftsbereich
| Auswärtige Angelegenheiten            |                                          |                                              | Federica Mogherini (PD) bis 31. Oktober 2014 | Lapo Pistelli (PD) bis 15. Juni 2015, Mario Giro (SC) ab 29. Januar 2016                                                    | Benedetto Della Vedova (SC), Mario Giro (SC) bis 29. Januar 2016, Vincenzo Amendola (PD) ab 29. Januar 2016                                                 |
| Auswärtige Angelegenheiten            | Paolo Gentiloni (PD) ab 31. Oktober 2014 |                                              |                                              | Lapo Pistelli (PD) bis 15. Juni 2015, Mario Giro (SC) ab 29. Januar 2016                                                    | Benedetto Della Vedova (SC), Mario Giro (SC) bis 29. Januar 2016, Vincenzo Amendola (PD) ab 29. Januar 2016                                                 |
| Inneres                               |                                          |                                              | Angelino Alfano (NCD)                        | Filippo Bubbico (PD) | Gianpiero Bocci (PD), Domenico Manzione (parteilos) |
| Infrastruktur und Verkehr             |                                          | Maurizio Lupi (NCD) bis 20. März 2015        | Riccardo Nencini (PSI)                       | Umberto Del Basso de Caro (PD), Antonio Gentile (NCD) bis 3. März 2014, Simona Vicari (NCD) ab 29. Januar 2016              | |
| Infrastruktur und Verkehr             |                                          | Graziano Delrio (PD) ab 2. April 2015        | Riccardo Nencini (PSI)                       | Umberto Del Basso de Caro (PD), Antonio Gentile (NCD) bis 3. März 2014, Simona Vicari (NCD) ab 29. Januar 2016              | |
| Justiz                                |                                          |                                              | Andrea Orlando (PD)                          | Enrico Costa (NCD) bis 29. Januar 2016                                                                                      | Cosimo Maria Ferri (parteilos), Federica Chiavaroli (NCD) ab 29. Januar 2016, Gennaro Migliore (PD) ab 29. Januar 2016                                      |
| Wirtschaft und Finanzen               |                                          |                                              | Pier Carlo Padoan (parteilos)                | Enrico Morando (PD), Luigi Casero (NCD), Enrico Zanetti (SC) ab 29. Januar 2016                                             | Pier Paolo Baretta (PD), Giovanni Legnini (PD) bis 30. September 2014, Paola De Micheli (PD) ab 31. Oktober 2014, Enrico Zanetti (SC) bis 29. Januar 2016   |
| Verteidigung                          |                                          |                                              | Roberta Pinotti (PD)                         | | Domenico Rossi (PI), Gioacchino Alfano (NCD) |
| Wirtschaftliche Entwicklung           |                                          |                                              | Federica Guidi (parteilos) bis 5. April 2016 | Carlo Calenda (SC) bis 18. März 2016, Claudio De Vincenti (PD) bis 10. April 2015, Teresa Bellanova (PD) ab 29. Januar 2016 | Simona Vicari (NCD) bis 29. Januar 2016, Antonello Giacomelli (PD), Antonio Gentile (NCD) ab 29. Januar 2016, Ivan Scalfarotto (PD) ab 29. Januar 2016      |
| Wirtschaftliche Entwicklung           |                                          | Matteo Renzi (PD) (interim) bis 10. Mai 2016 |                                              | Carlo Calenda (SC) bis 18. März 2016, Claudio De Vincenti (PD) bis 10. April 2015, Teresa Bellanova (PD) ab 29. Januar 2016 | Simona Vicari (NCD) bis 29. Januar 2016, Antonello Giacomelli (PD), Antonio Gentile (NCD) ab 29. Januar 2016, Ivan Scalfarotto (PD) ab 29. Januar 2016      |
| Wirtschaftliche Entwicklung           |                                          | Carlo Calenda (parteilos) ab 10. Mai 2016    |                                              | Carlo Calenda (SC) bis 18. März 2016, Claudio De Vincenti (PD) bis 10. April 2015, Teresa Bellanova (PD) ab 29. Januar 2016 | Simona Vicari (NCD) bis 29. Januar 2016, Antonello Giacomelli (PD), Antonio Gentile (NCD) ab 29. Januar 2016, Ivan Scalfarotto (PD) ab 29. Januar 2016      |
| Land- und Forstwirtschaft             |                                          |                                              | Maurizio Martina (PD)                        | Andrea Olivero (PI) | Giuseppe Castiglione (NCD) |
| Bildung und Forschung                 |                                          |                                              | Stefania Giannini (PD)                       | | Angela D’Onghia (PI), Roberto Reggi (PD) bis 30. September 2014, Davide Faraone (PD) ab 31. Oktober 2014, Gabriele Toccafondi (NCD)                         |
| Kultur und Tourismus                  |                                          |                                              | Dario Franceschini (PD)                      | | Francesca Barracciu (PD) bis 2. November 2015, Ilaria Borletti Buitoni (SC), Dorina Bianchi (NCD) ab 29. Januar 2016, Antimo Cesaro (SC) ab 29. Januar 2016 |
| Gesundheit                            |                                          |                                              | Beatrice Lorenzin (NCD)                      | | Vito De Filippo (PD) |
| Arbeit und Soziales                   |                                          |                                              | Giuliano Poletti (parteilos)                 | | Teresa Bellanova (PD) bis 29. Januar 2016, Franca Biondelli (PD), Luigi Bobba (PD), Massimo Cassano (NCD)                                                   |
| Umwelt, Landschafts- und Meeresschutz |                                          |                                              | Gian Luca Galletti (UdC)                     | | Barbara Degani (NCD), Silvia Velo (PD) |

ohne Geschäftsbereich
| Verfassungsreformen und Beziehungen zum Parlament |  |                                                 | Maria Elena Boschi (PD) |                         | Sesa Amici (PD), Luciano Pizzetti (PD), Ivan Scalfarotto (PD) bis 29. Januar 2016 |
| Verwaltungsreformen und -vereinfachung            |  |                                                 | Marianna Madia (PD)     |                         | Angelo Rughetti (PD)                                                              |
| Regionale Angelegenheiten                         |  | Maria Carmela Lanzetta (PD) bis 30. Januar 2015 |                         | Gianclaudio Bressa (PD) |                                                                                   |
| Regionale Angelegenheiten                         |  | Enrico Costa (NCD) ab 29. Januar 2016           |                         | Gianclaudio Bressa (PD) |                                                                                   |

### Veränderungen
Das Kabinett Renzi bestand bei Amtsantritt neben dem Ministerpräsidenten aus acht Ministern und acht Ministerinnen; eine solche Regierungszusammensetzung hat es in der Geschichte Italiens noch nicht gegeben. Das Durchschnittsalter der Kabinettsmitglieder betrug bei Amtsantritt 47 Jahre. Zum selben Zeitpunkt war Matteo Renzi mit 39 Jahren der jüngste Ministerpräsident Italiens und der jüngste Regierungschef in der EU.
Einige Minister waren Mitglieder der Vorgängerregierung: Angelino Alfano, NCD-Vorsitzender, blieb Innenminister, musste jedoch auf das Amt des stellvertretenden Ministerpräsidenten verzichten, das im Kabinett Renzi entfällt; Maurizio Lupi (NCD) blieb bis März 2015 Infrastruktur- und Verkehrsminister, Beatrice Lorenzin (NCD) blieb Gesundheitsministerin; Andrea Orlando, im Kabinett Letta Umweltminister, wechselte ins Justizministerium; Roberta Pinotti, zuvor Staatssekretärin im Verteidigungsministerium, wurde erste Verteidigungsministerin Italiens; Maurizio Martina, unter Letta Staatssekretär im Landwirtschaftsministerium, wurde Landwirtschaftsminister; Gianluca Galletti, zuvor Staatssekretär im Bildungsministerium, wurde Umweltminister; Graziano Delrio, unter Letta Minister für regionale Angelegenheiten, wurde ranghöchster Staatssekretär im Amt des Ministerpräsidenten und damit rechte Hand Matteo Renzis, bis er im April 2015 als Minister das Infrastruktur- und Verkehrsministerium übernahm. Etliche andere Staatssekretäre gehörten der Vorgängerregierung ebenfalls an.
Antonio Gentile musste nach einem Versuch der Einflussnahme auf die Berichterstattung der Zeitung L’Ora della Calabria als Staatssekretär bereits am 3. März 2014 zurücktreten. Gentile hatte versucht, das Erscheinen eines Artikels über einen Korruptionsskandal, in den sein Sohn verwickelt war, zu verhindern; dies war öffentlich bekannt geworden.
Außenministerin Federica Mogherini trat Ende Oktober 2014 von ihrem Amt zurück, um das der Hohen Vertreterin der Europäischen Union für Außen- und Sicherheitspolitik zu übernehmen. Neuer Außenminister wurde am 31. Oktober 2014 Paolo Gentiloni. Gleichzeitig wurden zwei neue Staatssekretäre ernannt: Paola De Micheli trat im Finanzministerium die Nachfolge von Giovanni Legnini an, der in den Consiglio Superiore della Magistratura (Selbstverwaltungsorgan der Richter und Staatsanwälte) berufen wurde, Davide Faraone wurde im Bildungsministerium Nachfolger von Roberto Reggi, welcher die Leitung der Immobilienagentur Agenzia del Demanio übernahm.
Die Ministerin für regionale Angelegenheiten, Maria Carmela Lanzetta, trat am 30. Januar 2015 von ihrem Amt zurück, ohne ihren Schritt öffentlich zu begründen. Der Minister für Infrastruktur und Verkehr, Maurizio Lupi, trat am 20. März 2015 wegen eines Korruptionsskandals zurück. Dessen Amt übernahm am 2. April 2015 Matteo Renzis Staatssekretär Graziano Delrio. Delrios Posten im Amt des Ministerpräsidenten ging am 10. April 2015 an den bisherigen Vizeminister im Ministerium für wirtschaftliche Entwicklung, Claudio De Vincenti. Der Vizeminister im Außenministerium, Lapo Pistelli, trat am 15. Juni 2015 zurück und wechselte um zum Energiekonzern Eni.
Am 29. Januar 2016 wurden nach den verschiedenen Rücktritten und Revirements der vergangenen Monate etliche Regierungsämter neu vergeben. Neuer Minister für regionale Angelegenheiten wurde der bisherige Vizeminister im Justizministerium, Enrico Costa. Die Staatssekretäre in den Ministerien für Äußeres und Wirtschaft und Finanzen, Mario Giro und Enrico Zanetti, wurden dort zu Vizeministern befördert. Im Ministerium für wirtschaftliche Entwicklung erhielten die bisherige Staatssekretärin im Arbeitsministerium, Teresa Bellanova, und der bisherige Staatssekretär im Ministerium für Verfassungsreformen, Ivan Scalfarotto, Vizeministerposten. Der Wirtschaftsprofessor und Regierungsberater Tommaso Nannicini kümmert sich als neuer Staatssekretär im Amt des Ministerpräsidenten um die Wirtschaftspolitik und den Arbeitsmarkt. Der PD-Abgeordnete Vincenzo Amendola wurde zum Staatssekretär im Außenministerium ernannt. Die NCD-Senatorin Federica Chiavaroli und der PD-Abgeordnete Gennaro Migliore erhielten Staatssekretärsposten im Justizministerium. Staatssekretäre im Ministerium für Kulturgüter und Tourismus wurden die NCD-Abgeordnete Dorina Bianchi und der SC-Abgeordnete Antimo Cesaro. Die bisherige Staatssekretärin im Ministerium für wirtschaftliche Entwicklung, Simona Vicari, wechselte ins Ministerium für Infrastruktur und Verkehr. Antonio Gentile, der bereits Anfang März 2014 von seinem Staatssekretärsposten im Infrastruktur- und Verkehrsministerium zurücktreten musste, wurde zum Staatssekretär im Ministerium für wirtschaftliche Entwicklung ernannt (das Verfahren gegen ihn wurde eingestellt). Dass etliche der Posten an Politiker kleinerer Parteien gingen, wurde als Dank Renzis für deren Unterstützung interpretiert.
Federica Guidi, Ministerin für wirtschaftliche Entwicklung (Industrieministerin), kündigte am 31. März 2016 ihren Rücktritt an, weil bekannt geworden war, dass sie die geschäftlichen Interessen ihres Lebensgefährten und damit auch des französischen Energiekonzerns Total politisch unterstützt hatte. Ihr Amt übernahm Carlo Calenda, der unter Guidi bis März 2016 Vizeminister gewesen war.